# Rudolf Staechelin
Rudolf Staechelin (geboren am 8. Mai 1881 in Basel; gestorben am 3. Januar 1946 ebenda) war ein Schweizer Unternehmer und Kunstsammler. Die von ihm begründete private Familien-Stiftung stellte Teile seiner Sammlung mehrere Jahrzehnte dem Kunstmuseum Basel und dem Musée d’art et d’histoire in Genf als Leihgabe zur Verfügung. Seit den 1960er Jahren wurden eine Reihe von Kunstwerken – darunter mehrere Hauptwerke der Sammlung – von den Erben verkauft. Eine Auswahl der im Besitz der Familien-Stiftung verbliebenen Werke befindet sich seit 2019 in der Fondation Beyeler in Riehen.

## Leben
Rudolf Staechelin kam als Sohn des Maurermeisters und Bauunternehmers Gregor Staechelin und von dessen Frau Emma, geborene Allgeier, in Basel zur Welt. Die Familie des Vaters stammte ursprünglich aus Istein in Deutschland. Im Alter von 19 Jahren übernahm er bereits leitende Aufgaben in den beiden Familienunternehmen Staechelin & Co. Liegenschaftsverwaltungen und G. Staechelin Söhne & Co., einer Finanzierungsgesellschaft. Zu seinen Aufgaben gehörte der Ausbau des Kraftwerks Pissevache bei Vernayaz. Nach dem Verkauf des Elektrizitätswerks an die Lonza AG übernahm er dort 1914 die Position des Vizepräsidenten des Verwaltungsrats. Seit 1922 war Staechelin mit Emma Mina Finkbeiner (1883–1949) verheiratet. Aus dieser Ehe entstammt der Sohn Peter G. Staechelin (1922–1977).

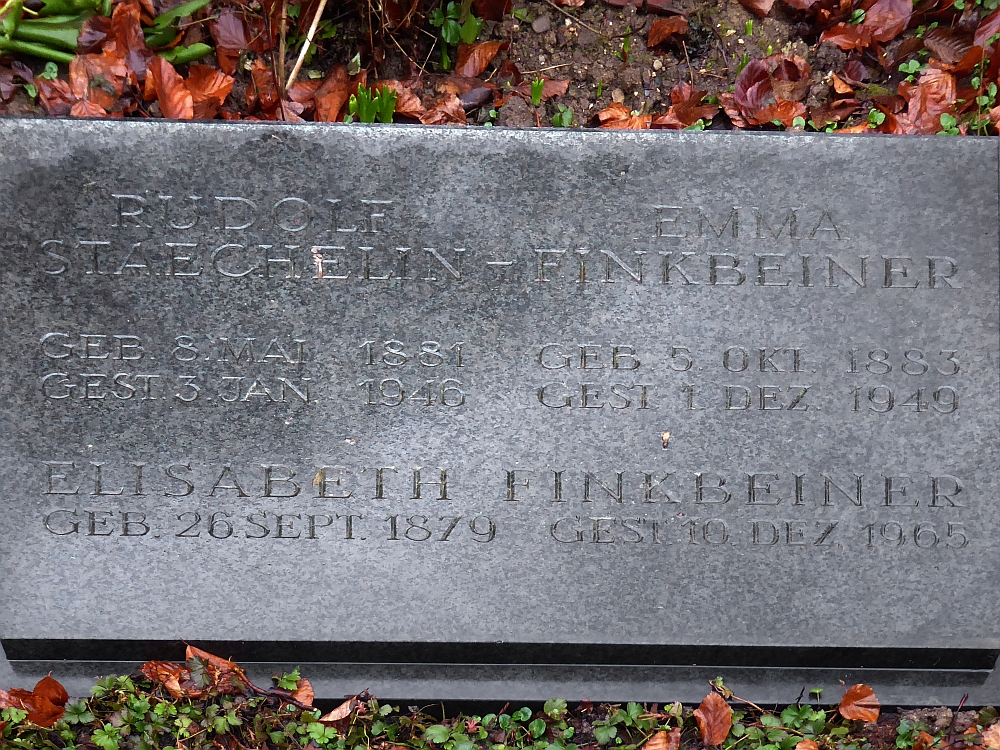
Grabplatte der Familie Staechelin

Staechelin trug ab 1914 eine bedeutende Kunstsammlung zusammen, die neben Arbeiten von Schweizer Künstlern vor allem Werke des französischen Impressionismus und Post-Impressionismus umfasste. Er war seit 1922 Mitglied der Kommission des Basler Museums für Völkerkunde, 1923 wurde er Mitglied der Kunstkommission der Öffentlichen Kunstsammlungen der Stadt.
Ab 1924 sammelte Staechelin zudem ostasiatische Kunst. Die Kunstsammlung überführte er 1931 in die Rudolf Staechelin’sche Familienstiftung. Bei dieser handelte es sich nicht um eine gemeinnützige Stiftung, sondern sie sollte der «Familie den materiellen Wert … [der] Sammlung als Notreserve» sichern. Staechelin zeigte die Bilder wiederholt in Ausstellungen und bewahrte sie ansonsten an seinem Wohnsitz im Schloss Ebenrain in Sissach und in seiner Basler Wohnung am Mühlenberg auf.
Rudolf Staechelin starb am 3. Januar 1946 im Alter von 64 Jahren in Basel. Sein Grab befindet sich auf dem Friedhof am Hörnli in Riehen.

## Kunstsammlung
Die ersten dokumentierten Erwerbungen von Kunstwerken durch Rudolf Staechelin datieren auf das Jahr 1914. Zu dieser Zeit kaufte er in der Genfer Galerie Maison Moos eine Gruppe von Bildern von Westschweizer Künstlern, darunter Arbeiten von Emile Bressler, Gustave François und Édouard Vallet. Es folgten 1915 fünfzehn Aquarelle und neun Zeichnungen von Maurice Barraud, die Staechelin ebenfalls in der Genfer Galerie erwarb. Von derselben Galerie kaufte er zwischen Mai und Oktober 1917 bedeutende Werke des französischen Impressionismus und Post-Impressionismus. Hierzu gehörten Le Sentier du Village von Camille Pissarro, Les Harengs saurs von Vincent van Gogh, Nafea faa ipoipo von Paul Gauguin, Paysage avec deux figures von Pierre-Auguste Renoir und Le village des Sablons von Alfred Sisley. Es folgten 1918 sechs weitere Bilder von Renoir, darunter zwei mit dem Motiv der Gabrielle. Darüber hinaus erstand er 1917 drei Bilder von Kees van Dongen. Zudem kaufte Staechelin 1918 in der Galerie Maison Moos acht Gemälde von Ferdinand Hodler, darunter Le Grammont après la pluie, La malade, La morte, Le Mont-Blanc, Le Mont-Blanc aux nuages roses. Einige Jahre später kam Hodlers Bild Passage de Montana hinzu. Über die Zürcher Kunsthandlung von Gustav Tanner erstand Staechelin 1917 ein Selbstporträt (heute Carnegie Museum of Art, Pittsburgh) von Paul Cézanne und eine Version der La Berceuse (heute Metropolitan Museum of Art, New York) von Vincent van Gogh. Kurz darauf folgte der Kauf einer Version von van Goghs Jardin de Daubigny durch Vermittlung von Paul Vallotton. In Paris kaufte er zwischen Oktober 1917 und Mai 1918 drei Gemälde von Paul Cézanne in der Kunsthandlung Bernheim-Jeune. Neben Pommes et verre und Maison du docteur Gachet kam so auch das Porträt Victor Chocquet (heute Virginia Museum of Fine Arts, Richmond) in die Sammlung. Darüber hinaus erstand er von Bernheim-Jeune das Gemälde Blonde au chapeau de paille von Pierre-Auguste Renoir und die Pastelle Femme à sa toilette und La lettre von Edgar Degas.
Über die Frankfurter Kunsthandlung Ludwig Schames kaufte Staechelin im Juni 1917 das Gemälde Flusslandschaft mit Dampfboot von Maurice de Vlaminck. Dieselbe Kunsthandlung verkaufte dem Sammler im Februar 1918 Temps calme, Pourville von Claude Monet, zwei Motive Paysage du midi von André Derain und ein Bild Badende von Max Pechstein. Weitere neun Werke von Pechstein kamen 1919 über die Frankfurter Kunsthandlung Goldschmidt & Co. in die Sammlung. Weitere in der Sammlung vertretene Künstler aus dem Umfeld der Münchener Neuen Secession waren Gustav Jagerspacher, Helene Jagerspacher-Haefliger, Franz Heckendorf, Rudolf Sieck, Adolf Schinnerer, Rudolf Großmann und Edwin Scharff. Ebenfalls über die Galerie Goldschmidt & Co. kamen die Gemälde Portrait du peintre Jules Lunteschütz von Gustave Courbet und das Le jugement de Pâris von Henri Fantin-Latour in die Sammlung. Hinzu kam 1917 über die Münchner Galerie Caspari das Gemälde Les deux frères aus der Rosa Periode von Pablo Picasso.
Besonders intensiv war das Verhältnis zum Kunsthändler Heinrich Thannhauser, aus dessen Münchner Galerie ab 1917 und aus der Zweigniederlassung der Galerie in Luzern ab 1921 Staechelin einen Grossteil seiner Gemälde erwarb. Hierzu gehörten Olevano, La Serpentara von Jean-Baptiste Camille Corot, Chien mort von Eugène Delacroix, La sente du Chou, Pontoise, Une rue à l’Hermitage, La carrière, Pontoise und Le monument Henri IV von Camille Pissarro, Tête de femme von Édouard Manet, Portrait d’un veillard à haute-forme von Claude Monet, Nature-morte – poisson von Alfred Sisley, Tête de femme von Vincent van Gogh und Entre les lys von Paul Gauguin. Weitere bedeutende Ankäufe waren Paysage au toit rouge von Gauguin aus unbekanntem Vorbesitz, Arlequin au loup von Pablo Picasso, das Staechelin im Entstehungsjahr 1918 im Kunstsalon Bollag in Zürich erstand, Arlequin assis von Picasso, das 1923 über den Pariser Kunsthändler Paul Rosenberg in die Sammlung kam, und Madame Matisse au châle de Manille von Henri Matisse, das er 1943 über die Galerie Rosengart in Luzern erwarb. Zu den letzten Ankäufen von Staechelin gehörten mehrere Werke des Schweizer Künstlers René Auberjonois.
Staechelin verband eine enge Beziehung zum Kunstmuseum Basel, dessen Kunstkommission er seit 1923 angehörte. Zwar hatte er seine Kunstsammlung 1931 in eine Familienstiftung überführt, jedoch zugleich festgehalten: «Der langgehegte Wunsch, die von mir gesammelten Kunstwerke dereinst unseren Basler Museen anzuvertrauen, kann vielleicht später erfüllt werden.» Eine rechtliche Verfügung war damit jedoch nicht verbunden. Als das Kunstmuseum Basel 1936 seinen Neubau eröffnete, stellte Staechelin zehn Werke seiner Sammlung als Leihgabe zur Verfügung. Es handelte sich um die Werke Tête de femme von Édouard Manet, Le Sentier du Village von Camille Pissarro, Olevano. La serpentara von Jean-Baptiste Camille Corot, Portrait de l’artiste und Verre et pommes von Paul Cézanne, Nafea faa ipoipo und Entre les lys von Paul Gauguin sowie La Berceuse, Tête de femme und Le jardin de Daubigny von Vincent van Gogh. Als die Bestände des Museums im August 1939 im Vorfeld des Zweiten Weltkrieges evakuiert wurden, gelangten die Leihgaben zurück an den Sammler.
Wenige Wochen nach dem Tod von Rudolf Staechelin 1946 bemühte sich Georg Schmidt, Direktor des Kunstmuseums Basel, bei der Witwe um erneute Leihgaben aus der Sammlung der Familie. Der Sohn des Verstorbenen und neue Vorsitzende der Familienstiftung, Peter G. Staechelin, lehnte dieses Ersuchen jedoch zunächst ab. Im Sommer 1947 stellte die Familienstiftung dem Kunstmuseum Basel schliesslich eine kleine Auswahl als Depositum der Sammlung Rudolf Staechelin zur Verfügung: Nafea faa ipoipo und Entre les lys von Gauguin, Portrait de l’artiste von Cézanne, La Berceuse, Tête de femme und Le jardin de Daubigny von van Gogh sowie Arlequin assis und Deux frères von Pablo Picasso. Die Werke wurden im Museum zusammenhängend im grossen Ecksaal des zweiten Obergeschosses ausgestellt. Nach weiteren Bitten von Georg Schmidt folgte zunächst das Gemälde Le village des Sablons von Alfred Sisley, und 1948 kamen als Ergänzung die Werke Le Sentier du Village von Pissarro und Maison du Dr. Gachet von Cézanne als Dauerleihgabe hinzu. Als Peter G. Staechelin 1950 das Schloss Ebenrain verkaufte und entsprechend weniger Platz für die verbliebenen Kunstwerke zur Verfügung stand, stellte die Familienstiftung 13 Kunstwerke dem Musée d’art et d’histoire in Genf und weitere zwölf Werke – darunter La Lieutenance à Honfleur von Monet, Tête de femme von Manet und Chien mort von Delacroix – dem Kunstmuseum Basel als Dauerleihgabe zur Verfügung. Schliesslich gelang es Gregor Schmidt 1956, im Kunstmuseum Basel eine umfassende Ausstellung mit Werken der Sammlung Rudolf Staechelin zu organisieren, zu der neben den Werken der Dauerleihgabe weitere Gemälde, aber auch Zeichnungen, ostasiatische Kunst und antike Objekte gehörten.
Bedeutende Stücke der Sammlung wurden von der Stiftung seit den 1960er Jahren veräussert. So verkaufte sie 1967 mehrere Werke, nachdem Peter G. Staechelin als Hauptaktionär der Fluggesellschaft Globe Air in finanzielle Schwierigkeiten geraten war. Hierzu gehörten La Lieutenance à Honfleur von Monet, La Berceuse von van Gogh, Le village des Sablons von Sisley und Portrait de l’artiste von Cézanne. Den höchsten Preis erzielte dabei das Werk von van Gogh, dass für mehr als vier Millionen Schweizer Franken verkauft wurde und später mit der Sammlung Annenberg ins New Yorker Metropolitan Museum of Art gelangte. Aufsehen erregte im selben Jahr der geplante Verkauf der beiden Picasso-Bilder Les deux frères und Arlequin assis. Das Kunstmuseum Basel unter der Leitung des Direktors Franz Meyer, das beim Verkauf der La Berceuse von van Gogh auf ein Vorkaufsrecht verzichtet hatte, wollte die beiden Picasso-Bilder für die eigene Sammlung sichern, konnte aber den damaligen Marktpreis von etwa 14 Millionen Franken nicht aufbringen. Die Staechelin’sche Familienstiftung bot dem Museum zunächst einen Preisnachlass auf neun Millionen Franken an und willigte schliesslich ein, die beiden Bilder für 8,4 Millionen Franken zu verkaufen. Zugleich verpflichtete sie sich, weitere 12 Hauptwerke der Stiftung für 15 Jahre als Leihgabe im Museum zu belassen. Neben zahlreichen eingegangenen Spenden benötigte das Kunstmuseum vom Kanton Basel-Stadt einen Zuschuss von sechs Millionen Franken. Hierzu fand am 17. Dezember 1967 eine Volksabstimmung statt, in der sich die Bürger für den Ankauf der Picasso-Bilder aussprachen. Pablo Picasso war von der Volksabstimmung so angetan, dass er dem Kunstmuseum Basel weitere seiner Werke (die Gemälde Homme, femme et enfant, Vénus et l’Amour und Le couple sowie die Zeichnung Studie zu Les Demoiselles d’Avignon) schenkte.

Von den Erben verkaufte Werke der Sammlung Rudolf Staechelin
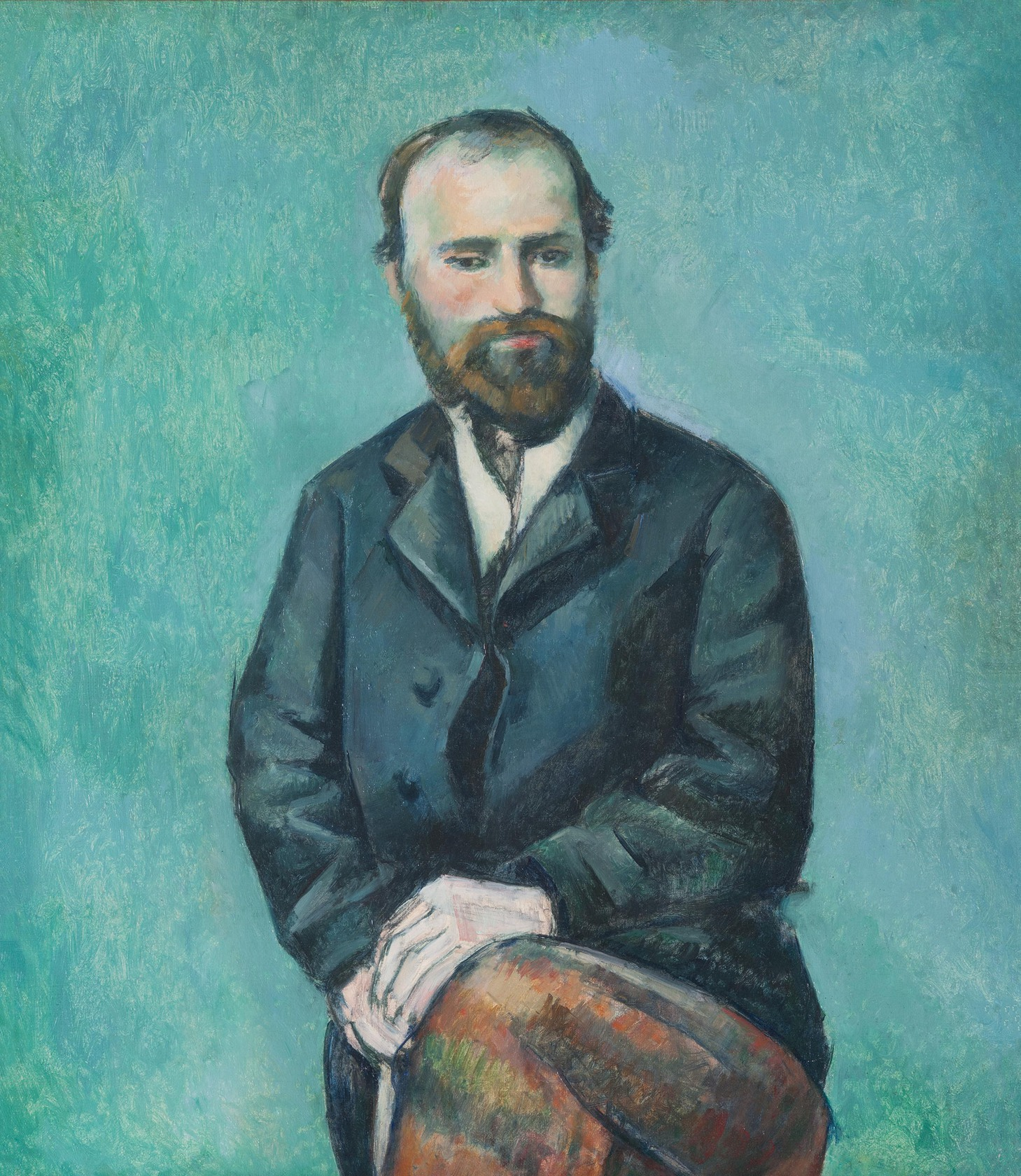
Paul Cézanne: Portrait de l’artiste, um 1885 heute: Carnegie Museum of Art, Pittsburgh
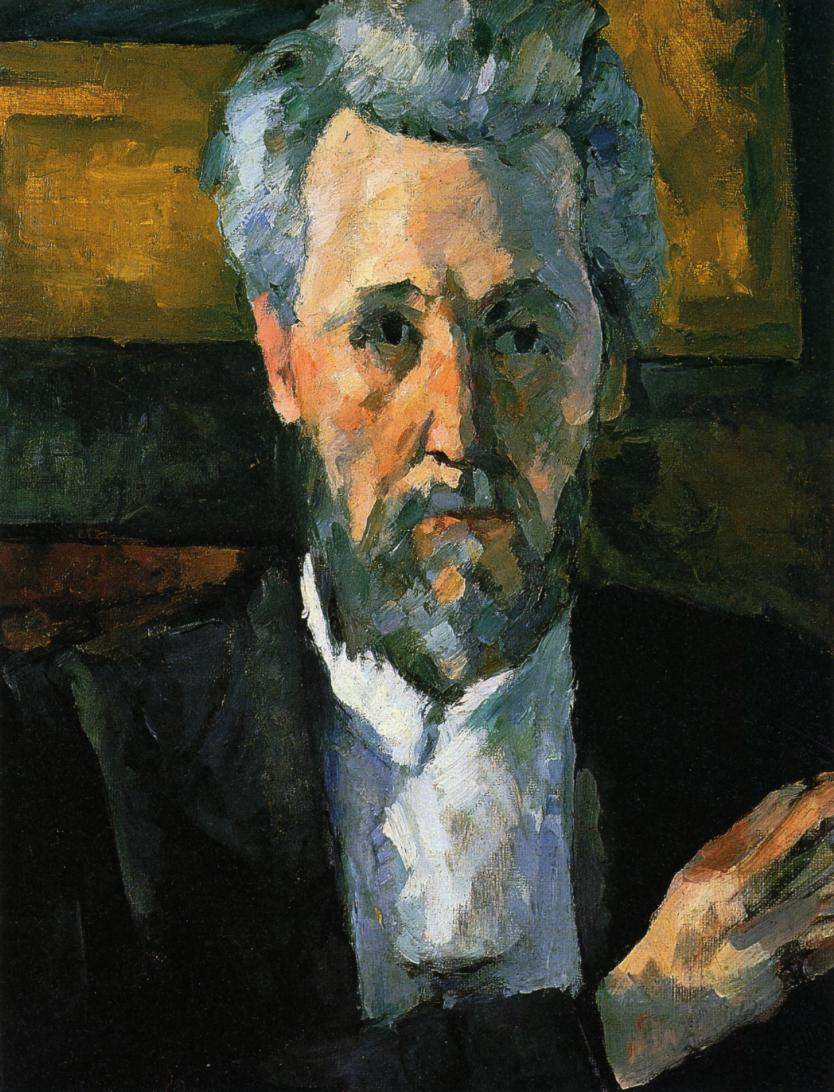
Paul Cézanne: Portrait de Victor Chocquet, um 1877, heute: Virginia Museum of Fine Arts, Richmond
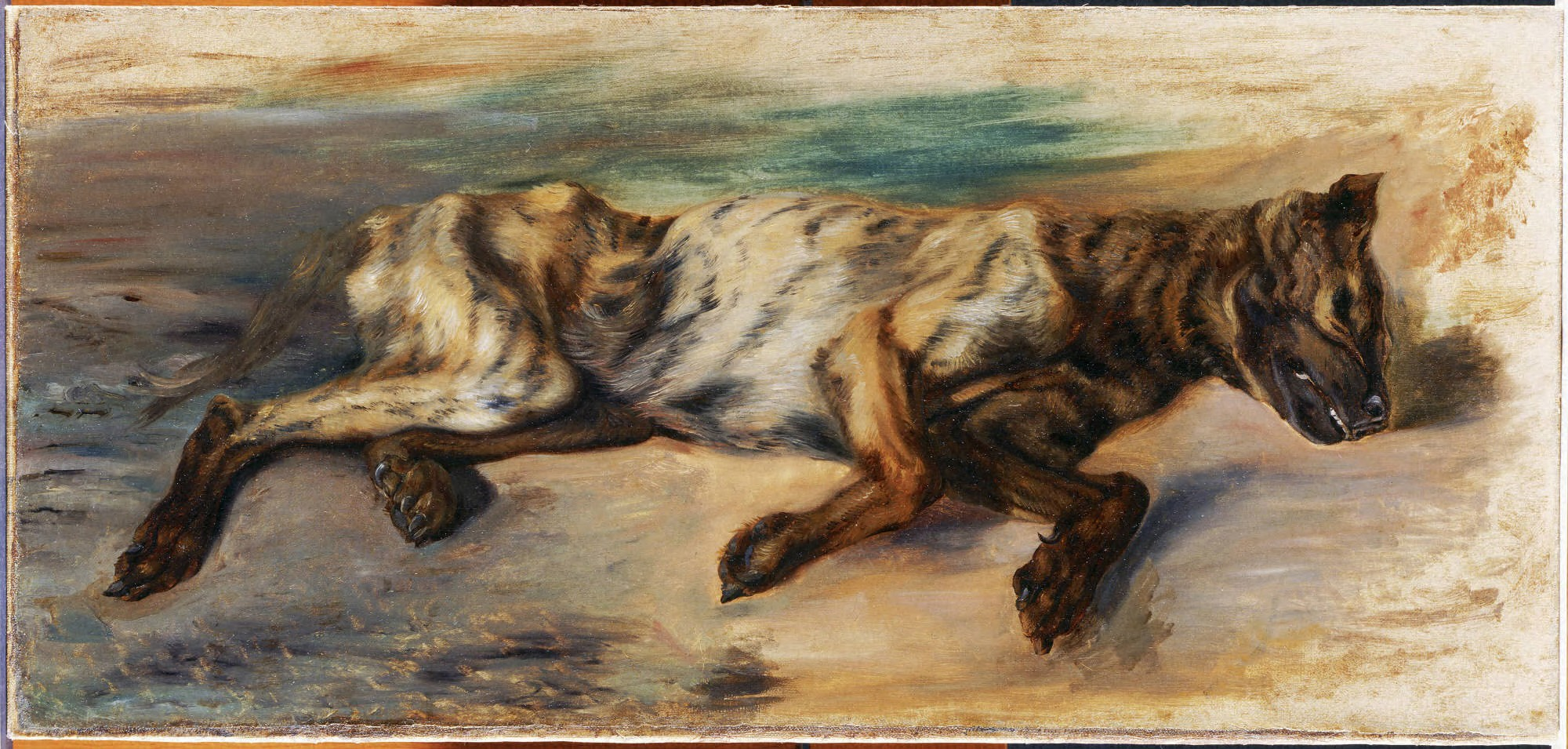
Eugène Delacroix: Chien mort, um 1830, heute: Princeton University Art Museum, Princeton
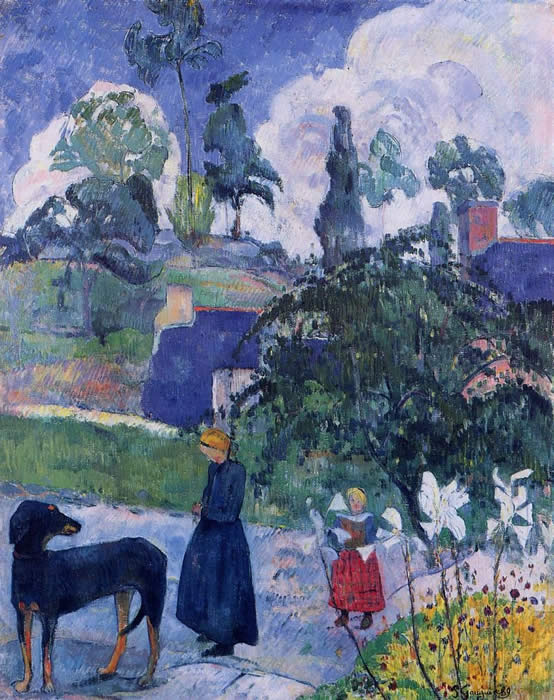
Paul Gauguin: Entre les lys, 1899, heute: Hilti Art Foundation, Vaduz
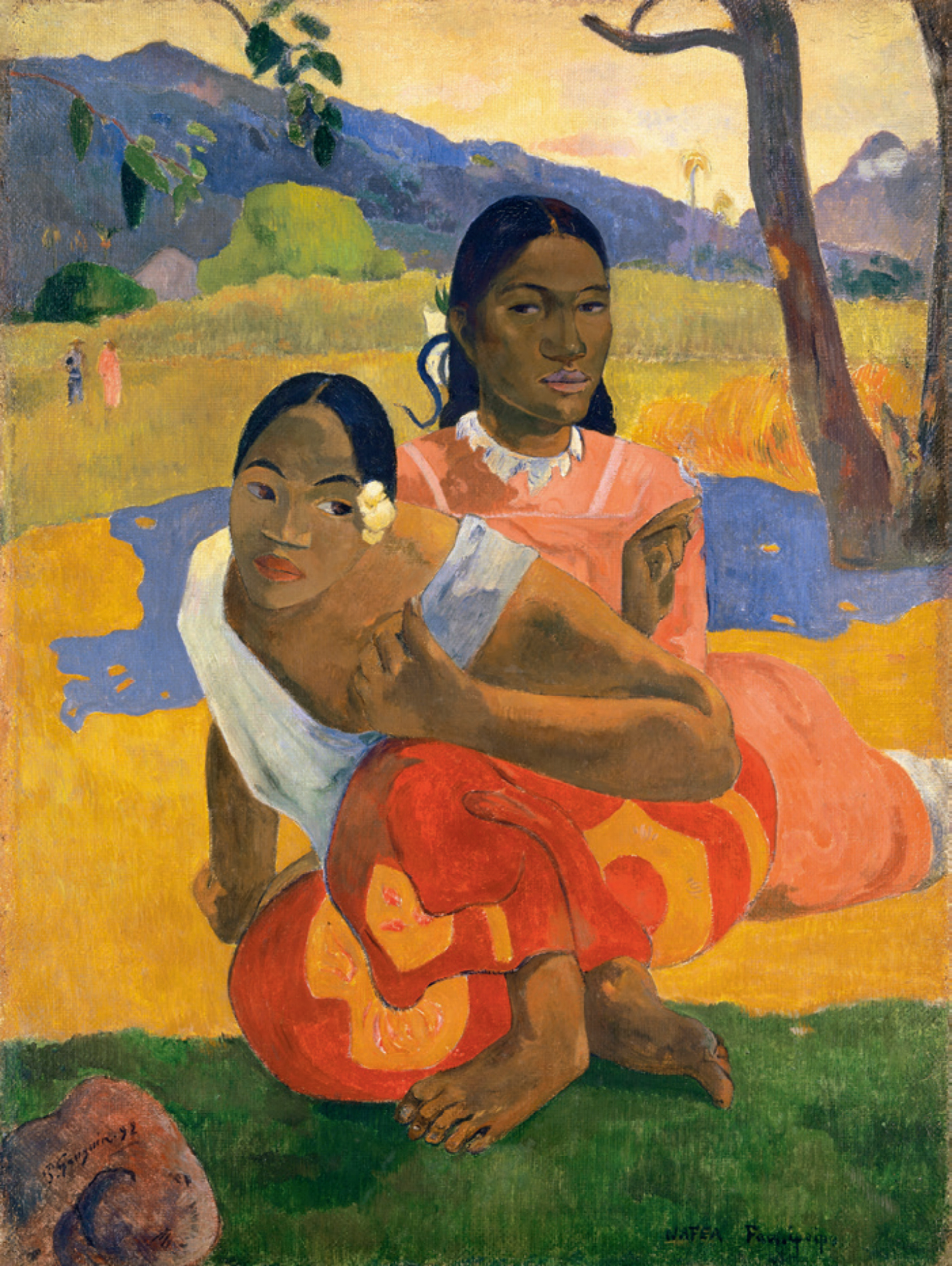
Paul Gauguin: Nafea faa ipoipo, 1892, heute: Privatsammlung
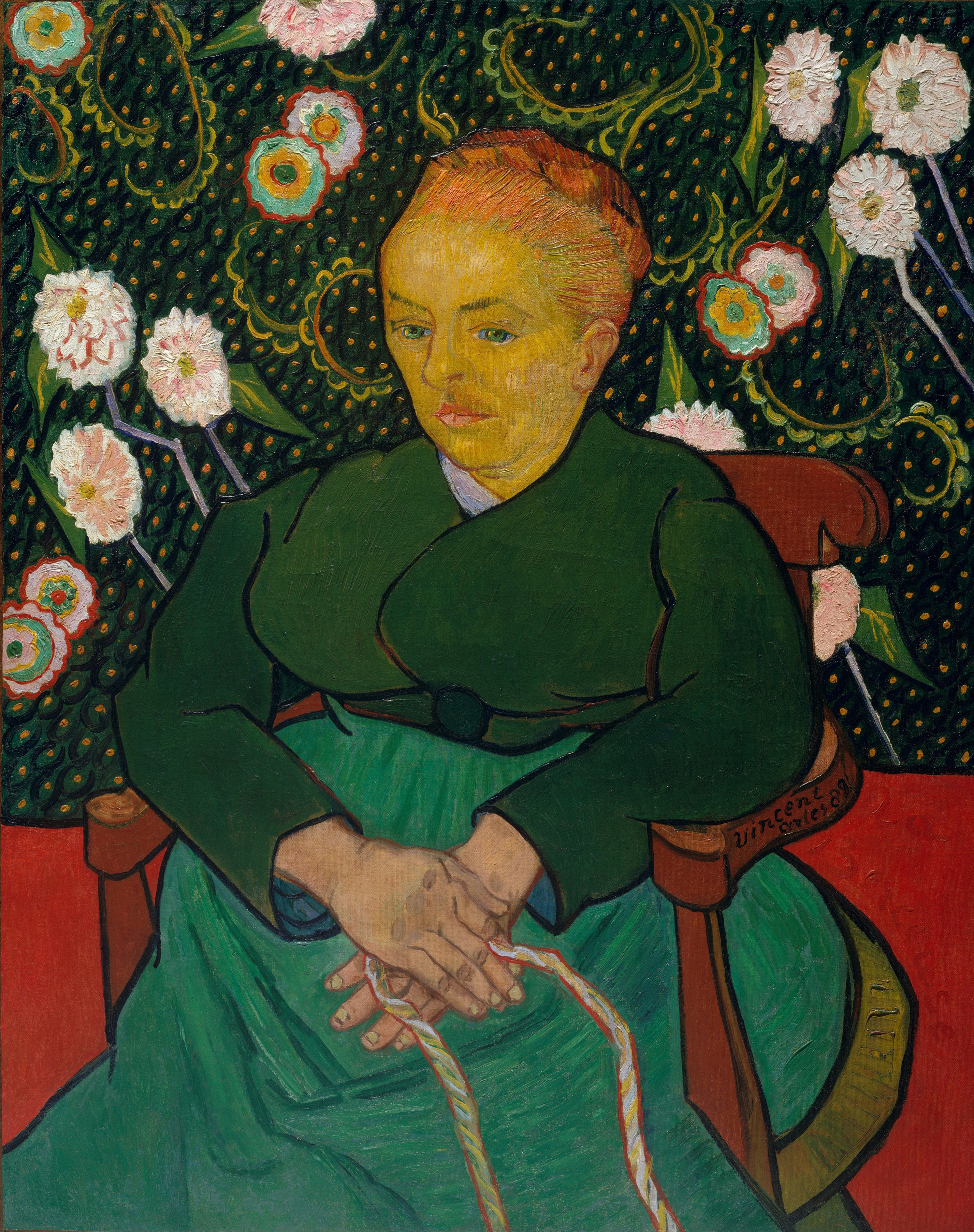
Vincent van Gogh: La Berceuse, 1889, heute: Metropolitan Museum of Art, New York
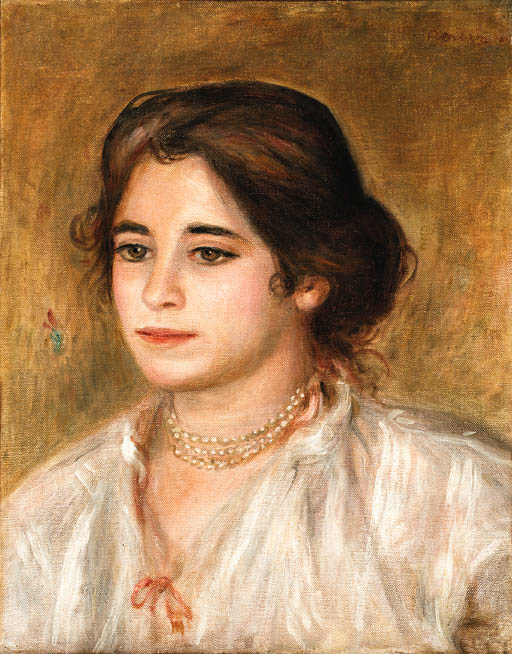
Pierre-Auguste Renoir: Gabrielle au collier, 1906, heute: Privatsammlung
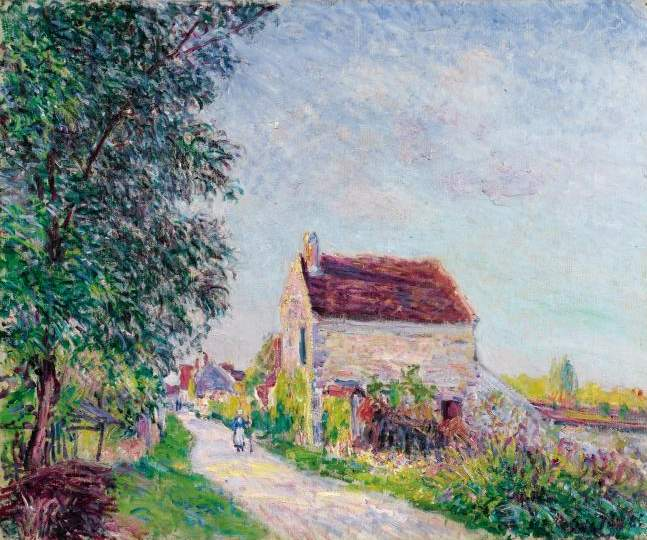
Alfred Sisley: Le village des Sablons, 1885, heute: Privatsammlung

Seit dem Tod von Peter G. Staechelin 1977 leitet sein Sohn Ruedi Staechelin die Familienstiftung. Er liess 1988 einige Werke der Sammlung verkaufen, darunter Chien mort von Delacroix und Gabrielle au collier von Renoir. 1989 folgte der Verkauf von Entre les lys von Paul Gauguin für 11 Millionen Dollar. 2015 verkaufte die inzwischen in New York ansässige Stiftung Rudolf Staechelin Family Trust Gauguins Gemälde Nafea faa ipoipo für 201 Millionen US-Dollar. Darüber hinaus kündigte Ruedi Staechelin an, dass zukünftig die verbleibenden Kunstwerke der Stiftung nicht mehr als Leihgabe im Kunstmuseum Basel ausgestellt werden sollen. 19 Kunstwerke der Stiftung befinden sich seit 2019 für zehn Jahre als Leihgabe in der Fondation Beyeler in Riehen, können aber auch an andere Museen ausgeliehen werden.

## Werke des Rudolf Staechelin Family Trust in der Fondation Beyeler
| Bild                       | Künstler              | Titel                                                           | Jahr      | Medium                        | Größe (Höhe × Breite) |
| -------------------------- | --------------------- | --------------------------------------------------------------- | --------- | ----------------------------- | --------------------- |
|                            | Paul Cézanne          | Verre et pommes                                                 | 1879–1882 | Öl auf Leinwand               | 31,5 × 40 cm          |
|                            | Edgar Degas           | Femme à sa toilette                                             | um 1892   | Pastell auf Papier auf Karton | 56 × 65 cm            |
|                            | Paul Gauguin          | Paysage au toit rouge (Landschaft mit rotem Dach)               | 1885      | Öl auf Leinwand               | 81,5 × 66 cm          |
|                            | Vincent van Gogh      | Les Harengs saurs (Stillleben mit Bücklingen)                   | 1886      | Öl auf Leinwand               | 21,5 × 42 cm          |
|                            | Vincent van Gogh      | Tête de femme (Bildnis einer Frau (Madame Tanguy?))             | 1886      | Öl auf Leinwand               | 40,5 × 32,5 cm        |
|                            | Vincent van Gogh      | Le jardin de Daubigny (Der Garten von Daubigny)                 | 1890      | Öl auf Leinwand               | 56 × 101,5 cm         |
|                            | Ferdinand Hodler      | La malade                                                       | 1914      | Öl auf Leinwand               | 43 × 33 cm            |
|                            | Ferdinand Hodler      | La morte (Die tote Valentine Godé-Darel)                        | 1915      | Öl auf Leinwand               | 65,5 × 80,5 cm        |
|                            | Ferdinand Hodler      | Paysage de Montana                                              | 1915      | Öl auf Leinwand               | 69,5 × 80,5 cm        |
|                            | Ferdinand Hodler      | Le Grammot après la pluie (Der Grammont nach dem Regen)         | 1917      | Öl auf Leinwand               | 60,5 × 80 cm          |
|                            | Ferdinand Hodler      | Le Mont-Blanc aux nuages roses (Der Mont-Blanc mit rosa Wolken) | 1918      | Öl auf Leinwand               | 60 × 85 cm            |
|                            | Édouard Manet         | Tête de femme                                                   | 1870      | Öl auf Leinwand               | 56,5 × 46,5 cm        |
|                            | Claude Monet          | Temps calme, Fécamp (Windstille, Fécamp)                        | 1881      | Öl auf Leinwand               | 60 × 73,5 cm          |
| urheberrechtlich geschützt | Pablo Picasso         | Arlequin au loup (Harlekin mit Halbmaske)                       | 1918      | Öl auf Holz                   | 116 × 89 cm           |
|                            | Camille Pissarro      | La Carrière, Pontoise                                           | um 1874   | Öl auf Leinwand               | 58 × 72,5 cm          |
|                            | Camille Pissarro      | Le Sentier du Village                                           | 1875      | Öl auf Leinwand               | 39 × 55,5 cm          |
|                            | Pierre-Auguste Renoir | Gabrielle                                                       | um 1910   | Öl auf Leinwand               | 40,5 × 32,5 cm        |

## Ausstellungen
- 1920: September-Ausstellung. I. Gemälde aus Privatbesitz, Kunsthalle Basel, gezeigt wurden 125 Gemälde der Sammlung Rudolf Staechelin.[37]
- 1956: Sammlung Rudolf Staechelin: Gedächtnis-Ausstellung zum 10. Todesjahr des Sammlers, Kunstmuseum Basel[38]
- 1964: Fondation Rodolphe Staechelin. De Corot à Picasso, Musée National d’Art Moderne, Paris[39]
- 2015: Coleccionismo y Modernidad. Dos casos de estudio, Colecciones Im Obersteg y Rudolf Staechelin, Museo Nacional Centro de Arte Reina Sofia, Madrid[40]
- 2015–2016: Gauguin to Picasso. Masterworks from Switzerland. The Staechelin & Im Obersteg Collections, Phillips Collection, Washington, D.C.[41]
- 2019: Die Sammlung Rudolf Staechelin, Fondation Beyeler, Riehen bei Basel[36]
- 2019–2020: Sammlung Beyeler / Sammlung Rudolf Staechelin, Fondation Beyeler, Riehen bei Basel[42]